# Borís Akunin
Borís Akunin (Борис Акунин) es el seudónimo de Grigóri Shálvovich Chjartishvíli (Григорий Шалвович Чхартишвили), novelista ruso (Georgia, URSS, 20 de mayo de 1956), conocido principalmente por la serie de novelas policiales que tiene como protagonista a "Erast Fandorin".

## Biografía
Borís Akunin es un novelista contemporáneo ruso de origen georgiano, que además ha ejercido como ensayista, crítico literario, dramaturgo y traductor de japonés. Nacido en Zestafoni, Georgia, el 20 de mayo en 1956, reside en Moscú desde 1958. Estudió Historia y Filología en el Instituto de Asia y África de la Universidad de Moscú, además de inglés y japonés. Ha traducido al ruso obras de Mishima, Maruyama, Yasushi Inoue, Shimada, Kōbō Abe, Peter Ustinov, T. Coraghessan Boyle y Malcolm Bradbury.
Durante la etapa 1999 – 2000 fue vicedirector de la revista Inostránnaya literatura (“Иностранная литература” - “Literatura extranjera”). Es redactor jefe de la antología de literatura japonés en 20 volúmenes, presidente del proyecto “La Biblioteca de Pushkin” (Soros Fund) y compilador de la colección de libros de escritores extranjeros, ‘Lekarstvo ot skuki” (Remedio contra aburrimiento) de la editorial Inostranka.
En 1998 publica su primera novela, El ángel caído (Azazel), bajo el seudónimo de Borís Akunin. 'Akunin' (яп. 悪人) en japonés es “bandido noble”. "Llamaba la atención el estilo –extraordinariamente bueno para las obras rusas de este género- y el que la editorial que la publicaba –Zajárov- anunciara que se trataba del primer libro de una serie definida como “proyecto literario” unido bajo el título de “Las aventuras de Erast Fandorin”. Cada nueva novela estaría escrita en una clave definida de antemano. Así, la primera era una “novela policíaca conspirativa”; la segunda debía ser de espías; la tercera, una “policíaca hermética”; la cuarta, una “policíaca de asesino a sueldo”, y así sucesivamente hasta abarcar “todos los géneros de la novela criminal clásica”".
Akunin, que no reveló su verdadero nombre hasta casi dos años después de publicada la primera novela, escribió 12 obras en las que aparece la figura del investigador Erast Fandorin, que se convirtieron en superventas. Después de la serie de Fandorin, ha escrito otras, así como también piezas de teatro basadas en obras clásicas. Lleva publicadas más de 20 novelas y varias colecciones de artículos y otras obras. Ha sido traducido a numerosos idiomas: (español, inglés, finlandés, alemán, italiano, holandés, japonés).
En el 2000 Borís Akunin fue nominado para el premio Smirnoff-Booker. En septiembre de 2000, Akunin fue galardonado como “Escritor Ruso del año” y fue ganador del premio literario Antibooker en el 2000 por la novela La coronación, o El último de los Románov. En el 2002 fue galardonado como “Mejor guionista Ruso” por el guion de Azazel (El ángel caído). A finales del 2003 la British Crime Writers' Association anunció la lista de finalistas para los Dagger Awards del 2003. El ángel caído, de Akunin, fue finalista en la categoría “Gold & Silver Daggers for Fiction”. En el 2004 fue galardonado con la francesa “Ordre des Palmes Académiques”. Dos de sus novelas - Gambito turco y Statski sovétnik - han sido exitosamente llevadas al cine. Paul Verhoeven se encuentra actualmente rodando “El ángel caído”, bajo el título “La reina del invierno”. Se espera el estreno para el 2009. La revista Forbes lo ha citado como uno de los dos escritores más exitosos de Rusia.
En 2009 el gobierno de Japón condecoró el escritor con la Orden del Sol Naciente por su contribución a la promoción de vínculos culturales entre Japón y Rusia.

## Obras

### La serie de Erast Fandorin
- El ángel caído (Азазель - Azazel, 1998)
- Gambito turco (Турецкий гамбит - Turetski gambit, 1998)
- Muerte en el Leviatán (Левиафан - Leviafán, 1998)
- Conspiración en Moscú (Смерть Ахиллеса - Smert Ajilesa, 2000)
- La sota de picas (Пиковый валет - Pikovy valet, 1999)
- El decorador (Декоратор - Dekorátor, 1999)
- El consejero de Estado (Статский советник - Statski sovétnik, 2000)
- La coronación, o El último de los Románov (Коронация или Последний из РОМАНОВ - Koronatsia, ili Posledni iz Románov, 2000)
- La amante de la muerte (Любовница смерти - Lyubóvnitsa smerti, 2001)
- El amante de la muerte (Любовник смерти - Lyubóvnik smerti, 2001)
- El carro de diamantes (Алмазная колесница - Almáznaya kolesnitsa, 2003)
- El rosario de jade (Нефритовые четки - Nefrítovye chyotki, 2006)
- Todo el mundo es un teatro (Весь мир - театр - Ves mir - teatr, 2009)
- La ciudad negra (Черный Город - Chorni gorod, 2012)
- El planeta Agua (Планета Вода - Planeta Voda, 2015)

### La serie de Nikolái Fandorin, “Aventuras del magistro”
- Altyn-tolobas (Алтын – толобас - Altýn-tolobas, 2000)
- Lectura de casa (Внеклассное чтение - Vneklássnoie chtenie, 2002)
- F.M. (Ф.М. - F.M., 2006)
- Halcón y golondrina (Сокол и ласточка - Sókol y lástochka, 2009)

### La serie de Pelagia, “El detective provincial”
- Pelagia y el bulldog blanco (Пелагия и белый бульдог - Pelagia i bely buldog, 2000)
- Pelagia y el monje negro (Пелагия и чёрный монах - Pelagia i chorni monaj, 2001)
- Pelagia y el gallo rojo (Пелагия и красный петух - Pelagia i krasny petuj, 2003)

### La serie “Géneros”
- El libro para niños (Детская книга - Détskaya kniga, 2005)
- La novela de espía (Шпионский роман - Shpionski román, 2005)
- Ciencia ficción (Фантастика - Fantástika, 2005)
- Quest (Квест - Kvest, 2008)
- El libro para niñas, 2012

### La serie de Alexéi Románov “La muerte en confraternización”
- El niño y el Diablo (Младенец и черт – Mladenets i chort, 2007)
- Martirios del Corazón Quebrado (Муки разбитого сердца – Muki razbítogo serdtsa, 2007)
- Un elefante volante (Летающий слон - Letáyuschi slon, 2008)
- Hijos de la Luna (Дети Луны - Deti Luný, 2008)
- Un hombre raro (Странный человек - Stranny chelovek, 2009)
- ¡Resuene el trueno de la victoria! (Гром победы, раздавайся! - Grom pobedy, razdavaisia!, 2009)
- Maria, Maria... (Мария, Мария - 2010)
- No hay nada sagrado (Ничего святого - Nichegó sviatógo, 2010)
- Operación "Tránsito" (Операция "Транзит" - Operatsia "Tranzit", 2011)
- Batallón de ángeles (Батальон ангелов - Batallón ánguelov, 2011)

### Varios
- Cuentos para idiotas (Сказки для идиотов - Skazki dlya idiótov, 2000)
- La gaviota (Чайка - Chaika, 2000), teatro
- Comedia/ Tragedia (Комедия/Трагедия - Komedia/Traguedia, 2002)
- Yin y yang (Инь и Ян - In i yan, 2006)
- Любовь к истории 2011
- Огненный перст 2014
- Бох и Шельма 2014
- Том I. От истоков до монгольского нашествия. Часть Европы 2013
- Том II. Ордынский период. Часть Азии 2014
- Том ІІІ. От Ивана III до Бориса Годунова. Между Азией и Европой 2015

### Bajo nombre auténtico y otros seudónimos
Como Grigori Chjartishvili
- El escritor y suicidio (Писатель и самоубийство - Pisátel y samoubiystvo, 1997)

Como Borís Akunin y Grigori Chjartishvili
- Historias de cementerios (Кладбищенские истории - Kladbíshchenskie istorii, 2004)
- Aristonomia (Аристономия, 2012)

Como Anatoli Brusnikin
- (El imagen del nuestro Salvador de Nueve) (Девятный Спас - Devyatny Spas, 2007)
- (El héroe del otro tiempo) (Герой иного времени - Guerói inogo vrémeni, 2010)
- (Belona) (Беллона, 2012)

Como Ana Borísova
- (Allá) (Там - Tam, 2008)
- (Mobber) (Креативщик - Kreatívschik, 2009)
- (Estaciones del año) (Времена года - Vremená goda, 2011)

## Adaptaciones cinematográficas
- Borís Akunin en Internet Movie Database (en inglés).
- Gambito turco (sitio oficial de la película, ru)
- El consejero del estado (sitio oficial de la película, ru)
- "El espía" basado en "La novela de espía" (sitio oficial de la película, ru)

## Libros de Akunin traducidos al español
- Akunin, Boris (2002). El ángel caído. Ediciones Salamandra. ISBN 978-84-7888-729-3.

- Akunin, Boris (2002). Gambito turco. Ediciones Salamandra. ISBN 978-84-7888-730-9.

- Akunin, Boris (2002). Muerte en el Leviatán. Ediciones Salamandra. ISBN 978-84-7888-796-5.

- Akunin, Boris (2003). Conspiración en Moscú. Ediciones Salamandra. ISBN 978-84-7888-582-4.

- Datos: Q125663
- Multimedia: Boris Akunin / Q125663